# مبرهنة لاغرانج (نظرية الزمر)

G هي الزمرة, مكونة من الأعداد الطبيعية بتردد 8 تحت عملية الجمع. الزمرة الجزئية H تحتوي على العنصرين 0 و4 فقط وهي في تقابل مع. هناك أربع مجموعات مشاركة يسارية للزمرة H: H ذاتها و 1+H و 2+H و 3+H (كُتبن في ترميز جمعي بما أن الزمرة ذاتها هي زمرة أبيلية). جميعهن يجزئن الزمرة G كلها إلى مجموعات جزئية متساوية من حيث عدد العناصر ومنعزلات بعضهن عن البعض. إذن، مؤشر [G: H] هو 4.

في نظرية الزمر، مبرهنة لاغرانج (بالإنجليزية: Lagrange's theorem)‏ هي مبرهنة تنص على أنه إذا كانت G زمرة منتهية وH زمرة جزئية من G فإن رتبة H (أي عدد العناصر الموجودة فيها) قاسم لرتبة G. سميت هذه المبرهنة هكذا نسبة إلى عالم الرياضيات جوزيف لاغرانج.

## البرهان
المجموعات المشاركة من جهة اليسار ل H في G هن أصناف تكافئ لعلاقة تكافئ ما معرفة علي G.
لتكن علاقة التكافؤ المعرفة كما يلي :
xRy يكافئ x-y ينتمي إلى H
نبين أن عدد عناصر أصناف H+x لها نفس عدد عناصر H. ثم نستنتج أن عدد عناصر الزمرة الجزئية H يقسم عدد عناصر الزمرة G. يسمى هذا الخارج مؤشر H.
{\displaystyle \left|G\right|=\left[G:H\right]\cdot \left|H\right|.}

## استعمال المبرهنة
من بين نتائج هذه المبرهنة كون رتبة كل عنصر a من زمرة منتهية (علما أن رتبة عنصر ما من زمرة هو أصغر عدد k حيث ak = e وحيث e هو العنصر المحايد للزمرة) تقسم رتبة الزمرة ذاتها. يرجع ذلك إلى كون رتبة العنصر a تساوي رتبة الزمرة الدائرية التي ولدها a. إذا كان عدد عناصر الزمرة هو n فإنه ينتج ما يلي:
{\displaystyle \displaystyle a^{n}=e{\mbox{.}}}
قد تستعمل هذه النتيجة من أجل البرهان على مبرهنة فيرما الصغرى كما على تعميمها والمتمثل في مبرهنة أويلر. تبين هذه المبرهنة أيضا أن كل زمرة عدد عناصرها عدد أولي هي زمرة دائرية وبسيطة.

## وجو زمرة جزئية بترتيب ما
تثير مبرهنة لاغرانج السؤال العكسي والمتمثل فيما يلي : هل هناك من زمرة جزئية من زمرة منتهية ما، حيث رتبة الزمرة الجزئية تقسم رتبة الزمرة الكلية ؟ الجواب على هذا السؤال هو النفي. بأخذ زمرة منتهية ما G، وباعتبار عددٍ d قاسما لرتبة G، لا توجد حتما زمرة جزئية من الزمرة G، رتبتها هي d. أصغر مثال على ذلك الزمرة A4 (الزمرة المتناوبة من الدرجة الرابعة).
انظر إلى زمرة قابلة للحلحلة وإلى مبرهنة كوشي وإلى مبرهنة سيلوف.

## التاريخ
برهن كارل فريدريش غاوس على مبرهنة لاغرانج في الحالة الخاصة المتعلقة ب {\displaystyle (\mathbb {Z} /p\mathbb {Z} )^{*}}، الزمرة الجدائية للأعداد الصحيحة غير المنعدمة بتردد p، حيث p عدد أولي.
نشر ذلك في كتابه استفسارات حسابية في عام 1801. في عام 1844، برهن أوغستين لوي كوشي على مبرهنة لاغرانج عندما يتعلق الأمر بالزمر المتماثلة Sn.
في عام 1861، برهن كامي جوردان على مبرهنة لاغرانج في الحالة العامة المتعلقة بزمر التبديلات.